# Міксер (металургія)

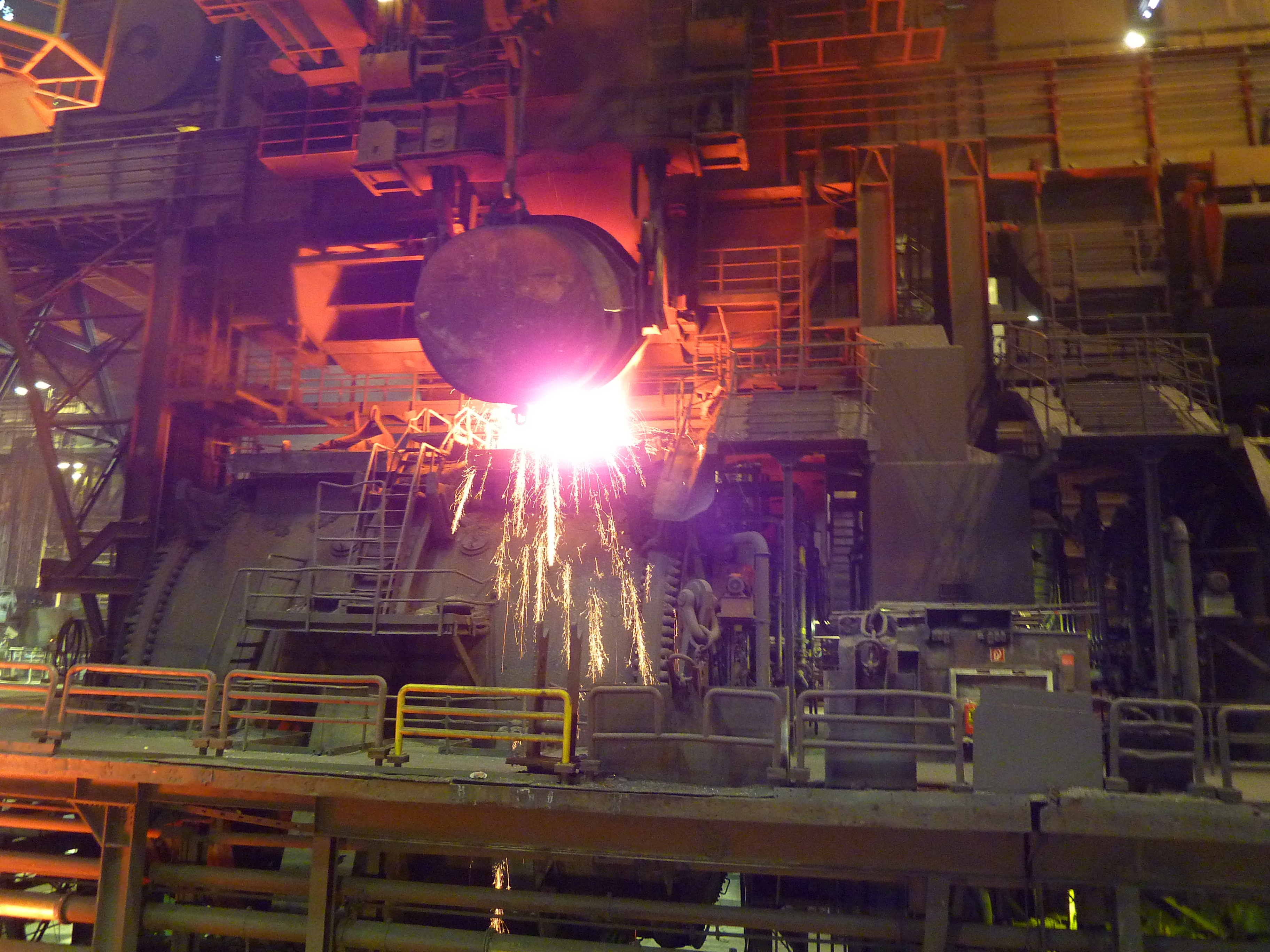
Зливання рідкого чавну з чавуновозного ковша у міксер.

Міксер (від англ. mixer) — циліндрична або бочкоподібна сталева посудина, де нагромаджують виплавлений в доменних печах рідкий чавун, що його в подальшому мають переробляти у рідкому стані в сталеплавильному агрегаті. Вперше міксер було використано у 1889 році американським металургом В. Джонсом.
Викладений всередині вогнетривкою цеглою. В міксері усереднюється хімічний склад і температура чавуну. Розрізняють міксери активні (з обігрівом) і неактивні (їх не обігрівають або обігрівають слабо). Місткість міксерів становить до 2500 т.